# 田中八月麻呂
田中 八月麻呂（たなか の はづきまろ）は、平安時代初期の貴族。姓は朝臣。官位は従五位下・右衛士佐。

## 経歴
従五位下に叙爵後、延暦23年（804年）右衛士佐に任官。延暦25年（806年）正月に上総権介を兼ねるが、同年3月の桓武天皇の葬儀に際しては、田口息継らとともに養役夫司を務めた。同年4月には兼官が越後守に遷っている。

## 官歴
『日本後紀』による。
- 時期不詳：従五位下
- 延暦23年（804年） 4月5日：右衛士佐
- 延暦25年（806年） 正月28日：兼上総権介。3月18日：養役夫司。4月12日：兼越後守